# Liste der denkmalgeschützten Objekte in Roppen
Die Liste der denkmalgeschützten Objekte in Roppen enthält die 21 denkmalgeschützten, unbeweglichen Objekte der Gemeinde Roppen.

## Denkmäler
| Foto  |                 | Denkmal                                                                                                | Standort                                     | Beschreibung | Metadaten |
| ----- | --------------- | --- | -------------------------------------------- | --- | --- |
| ja    | Datei hochladen | Alte Landstraße B1 mit Wehrsteinen und Brücken HERIS-ID: 112345 Objekt-ID: 130488 TKK: 126598seit 2014 | B 1 Standort KG: Roppen                      | Die alte Landstraße hat sich zwischen Roppen und Imst infolge der Verlegung der Tiroler Straße B 171 in einzelnen Abschnitten mit Brückenbauten und Wehrsteinen sehr gut erhalten. Historisch belegt ist der Transport von Erzen und des Haller Salzes ins Engadin und in den Vinschgau. In den Jahren 1719/1720 und 1727/1728 kam es auf nachdrücklichen Wunsch der Oberinntaler Gerichte und des Klosters Stams zu einer teilweisen Neutrassierung und generell zu einer Verbesserung der Strecke von der Telfer Innbrücke bis Brennbichl bei Imst. Die heute erhaltenen Bereiche stammen aus dem 18. Jahrhundert. Der relevante Abschnitt der alten Landstraße liegt hier im Bereich der Trankhütte. Er hat eine ungebundene Fahrbahn und seitliche bewachsene Bankette mit quaderförmigen Wehrsteinen aus behauenem Natursteinmaterial. Anmerkung: Die geschützten Abschnitte der alten Landesstraße B 1 erstrecken sich über mehr als 5 km über die Gemeinden Roppen, Karres und Karrösten (Ost nach West) parallel zum Roppener Tunnel. | BDA-Hist.: Q37830541 Status: Bescheid Stand der BDA-Liste: 2025-06-30 Name: Alte Landstraße B1 mit Wehrsteinen und Brücken GstNr.: 1062/1, 3176/1, 1980 Alte Landstraße B1                                  |
| ja    | Datei hochladen | Straßenbrücke, Ötztaler Talbrücke HERIS-ID: 24868 Objekt-ID: 21278 TKK: 115692                         | B 171 Standort KG: Roppen                    | Die Brücke wurde 1937–1939 als Stahlbetonbrücke mit Verbundtragwerk auf zwei gemauerten Pfeilern errichtet und verbindet als Teil der Tiroler Straße die beiden Gemeinden Roppen und Haiming über die Ötztaler Ache. Sie ist 177 Meter lang. | BDA-Hist.: Q37888057 Status: § 2a Stand der BDA-Liste: 2025-06-30 Name: Straßenbrücke, Ötztaler Talbrücke GstNr.: 3218, 3202/2 Ötztaler Talbrücke                                                           |
| ja    | Datei hochladen | Prähistorische Hügelsiedlung am Burschl HERIS-ID: 31065 Objekt-ID: 27990 TKK:                          | Burschl Standort KG: Roppen                  | Auf dem Burschl befand sich vermutlich eine prähistorische Wallburg, wie Funde von Knochen und Tonscherben aus der frühen Bronzezeit bis in die Eisenzeit nahelegen. | BDA-Hist.: Q37940023 Status: Bescheid Stand der BDA-Liste: 2025-06-30 Name: Prähistorische Hügelsiedlung am Burschl GstNr.: 1415, 1423/1, 1423/7, 1423/8, 1423/9, 1423/13, 1417/1, 1417/2, 1421, 1422, 1408 |
| ja    | Datei hochladen | Kapelle hl. Nikolaus (Burschl-Kapelle) HERIS-ID: 17437 Objekt-ID: 13715 TKK: 22450                     | nordöstlich Burschlweg 6 Standort KG: Roppen | Die Kapelle ist ein einfacher Bau von 1962. Das inzwischen durch eine gleichartige Malerei ersetzte Keramikmosaik des hl. Christophorus am Turm wurde 1962 von Elmar Kopp geschaffen. Die Glasfenster wurden von Norbert Strolz entworfen. | BDA-Hist.: Q37838991 Status: § 2a Stand der BDA-Liste: 2025-06-30 Name: Kapelle hl. Nikolaus (Burschl-Kapelle) GstNr.: 1423/1 Burschlkapelle, Roppen                                                        |
| ja    | Datei hochladen | Kapelle hl. Antonius Eremit in Hohenegg HERIS-ID: 17424 Objekt-ID: 13702 TKK: 22448                    | Hohenegg 3, in der Nähe Standort KG: Roppen  | Die in den Hang gestellte, gemauerte, zweijochige Kapelle mit dreiseitigem Chor, steilem Satteldach und offenem, hölzernem Dachreiter mit geschwungenem Pyramidenhelm wurde 1704 erbaut. An der Giebelseite befindet sich ein Rundbogenportal, darüber im Giebelfeld ein Wandbild Mariahilf, rechts vom Eingang ein großes, hölzernes Kreuz. Der Innenraum weist ein Tonnengewölbe mit Stichkappen auf. | BDA-Hist.: Q37838788 Status: § 2a Stand der BDA-Liste: 2025-06-30 Name: Kapelle hl. Antonius Eremit in Hohenegg GstNr.: .427                                                                                |
| ja    | Datei hochladen | Kath. Pfarrkirche hl. Leonard in Mairhof und Friedhof HERIS-ID: 17421 Objekt-ID: 13699 TKK: 22426      | Kirchplatz 1 Standort KG: Roppen             | Die heutige Kirche wurde 1853/1854 nach Plänen von Josef Rokita anstelle eines Anfang des 14. Jahrhunderts urkundlich erwähnten und 1775 vergrößerten Vorgängerbaus neu errichtet. Das Langhaus ist durch Pilaster mit Blendarkadenfeldern, der Chor durch Lisenen gegliedert. An der Westfassade mit Mittelrisalit und Dreiecksgiebel befindet sich ein von Emanuel Raffeiner entworfenes Mosaik mit Darstellung der Madonna und der hll. Isidor, Leonhard und Notburga. Das Innere ist ein großer, tonnengewölbter Saal, der durch gemalte Gurten über kräftigen Pilastern gegliedert ist. Der eingezogene Chor, weist eine einjochige Tonne und eine Rundapsis auf. Die Gewölbe sind mit Malereien von 1909/1910 geschmückt, die von Emanuel Raffeiner geschaffen wurden und im Chor das Lamm Gottes, im Langhaus Marienkrönung, Heiligendarstellungen sowie alttestamentarische Gestalten zeigen. | BDA-Hist.: Q19971378 Status: § 2a Stand der BDA-Liste: 2025-06-30 Name: Kath. Pfarrkirche hl. Leonard in Mairhof und Friedhof GstNr.: .1, 236/6 Saint Leonard Church (Roppen)                               |
| ja    | Datei hochladen | Kriegerdenkmal in Mairhof HERIS-ID: 17427 Objekt-ID: 13705 TKK: 22428                                  | bei Kirchplatz 1 Standort KG: Roppen         | Das Kriegerdenkmal an der Südwestecke der Friedhofsmauer wurde 1953 nach Plänen von Hubert Prachensky errichtet. Die gemauerte, offene Kapelle über quadratischem Grundriss ist mit einem Pyramidendach gedeckt, das an der Nordwestecke von einem Holzpfeiler unterfangen wird. Im Inneren befindet sich eine Wandmalerei von Wilhelm Nikolaus Prachensky, die Gottvater und Soldaten zeigt. An der Ostwand sind von Fini Platzer geschaffene Tontafeln mit den Namen der Vermissten und Gefallenen beider Weltkriege angebracht. | BDA-Hist.: Q37838836 Status: § 2a Stand der BDA-Liste: 2025-06-30 Name: Kriegerdenkmal in Mairhof GstNr.: 3164/2 Kriegerdenkmal Mairhof, Roppen                                                             |
| ja    | Datei hochladen | Lourdeskapelle/Friedhofskapelle in Mairhof und Friedhof HERIS-ID: 17422 Objekt-ID: 13700 TKK: 22427    | bei Kirchplatz 11 Standort KG: Roppen        | Die Kapelle wurde 1899 erbaut. Der Entwurf der Mosaike wird Emanuel Raffeiner zugeschrieben, die Ausführung um 1909 Josef Pfefferle dem Älteren. Die Fenster wurden von der Tiroler Glasmalerei und Mosaik Anstalt hergestellt. Die Fresken stammen von Virgil Groder, die Leuchter und Lampen aus der Werkstatt von Jakob Rappel. | BDA-Hist.: Q37838747 Status: § 2a Stand der BDA-Liste: 2025-06-30 Name: Lourdeskapelle/Friedhofskapelle in Mairhof und Friedhof GstNr.: .42, 237/2 Lourdeskapelle Mairhof, Roppen                           |
| ja    | Datei hochladen | Unterwerk Roppen, ehem. Kraftwerk der Arlbergbahn HERIS-ID: 17435 Objekt-ID: 13713 TKK: 22568          | Lehne 20 Standort KG: Roppen                 | Das von Clemens Holzmeister geplante und 1922 bis 1924 gebaute Umspannwerk der Arlbergbahn fällt mit der für ein Industriebauwerk besonders imposanten Gestaltung auf. Der mehrfach abgesetzte zweigeschoßige Baukörper mit unterschiedlichen Höhen hat einen über die volle Breite reichenden rechteckigen Turmaufbau. | BDA-Hist.: Q37838970 Status: Bescheid Stand der BDA-Liste: 2025-06-30 Name: Unterwerk Roppen, ehem. Kraftwerk der Arlbergbahn GstNr.: .334 Unterwerk Roppen                                                 |
| ja    | Datei hochladen | Kapelle hl. Johannes Nepomuk HERIS-ID: 17428 Objekt-ID: 13706 TKK: 22457                               | südwestlich Lehne 41 Standort KG: Roppen     | Der kleine, in den Hang gestellte Kapellenbildstock südlich der Innbrücke wurde nach 1856 errichtet und 1976–1979 erneuert. In der vergitterten Rundbogennische befindet sich ein Gemälde mit der Darstellung des hl. Johannes Nepomuk aus der Zeit um 1750. | BDA-Hist.: Q37838855 Status: § 2a Stand der BDA-Liste: 2025-06-30 Name: Kapelle hl. Johannes Nepomuk GstNr.: .23                                                                                            |
| ja    | Datei hochladen | Kapelle in Löckpuit HERIS-ID: 17425 Objekt-ID: 13703 TKK: 22449                                        | Löckpuit 5, in der Nähe Standort KG: Roppen  | Die Kapelle steht östlich der Kirche, gegenüber dem Haus Nr. 120. Sie stammt aus dem 19. Jahrhundert und weist einen polygonalen Chor, Flachdecke und Pilaster auf. | BDA-Hist.: Q37838803 Status: § 2a Stand der BDA-Liste: 2025-06-30 Name: Kapelle in Löckpuit GstNr.: .75 |
| ja    | Datei hochladen | Brunnen in Löckpuit HERIS-ID: 17426 Objekt-ID: 13704 TKK: 22444                                        | bei Löckpuit 2 Standort KG: Roppen           | Der Brunnen besteht aus einem längsrechteckigen Steintrog aus der zweiten Hälfte des 19. Jahrhunderts mit schmiedeeiserner Kannenauflage und einem rechtwinklig anschließenden hölzernen Trog von 1978. Das Überlaufrohr zwischen beiden Trögen weist die Form eines Drachenkopfes auf. Auf der freistehenden, achteckigen, hölzernen Brunnensäule steht eine barocke Schnitzfigur des hl. Josef unter einem Blechdach. | BDA-Hist.: Q37838820 Status: § 2a Stand der BDA-Liste: 2025-06-30 Name: Brunnen in Löckpuit GstNr.: 3153/1                                                                                                  |
| BW    | Datei hochladen | Fresko von Josef Jais HERIS-ID: 97741 Objekt-ID: 113563 TKK: 22560                                     | Mairhof 98 Standort KG: Roppen               | Das Rokokofresko Maria im Baum von Josef Jais aus dem Jahre 1740 befand sich am Hof Löckpuit 120. Dieser wurde 2000 abgerissen und das Fresko an eine Wand im Foyer des neuen Kulturzentrums übertragen. | BDA-Hist.: Q37770299 Status: § 2a Stand der BDA-Liste: 2025-06-30 Name: Fresko von Josef Jais GstNr.: .290                                                                                                  |
| ja    | Datei hochladen | Bauernhaus, Zwiehof mit Wandmalerei HERIS-ID: 17432 Objekt-ID: 13710 TKK: 22550                        | Olang 10 Standort KG: Roppen                 | Der quergeteilte Einhof mit rückwärts anschließendem Wirtschaftsgebäude stammt aus der ersten Hälfte des 18. Jahrhunderts. Das Wohngebäude ist ein zweigeschoßiger Mauerbau über Mittelflurgrundriss mit Pfettenstuhldach. An der östlichen Giebelfassade befinden sich Fassadenmalereien mit den hl. Barbara und Katharina mit Sinnsprüchen sowie ein Christusmonogramm über dem Eingang, im Giebelbereich ein Dachbodenfenster mit dem hl. Michael am Fensterladen, gerahmt von einem gemalten Baldachin mit Inschriftenkartusche, an der nördlichen Traufseite eine Darstellung hl. Anna lehrt Maria das Lesen von 1731. Im Inneren haben sich Flure mit Stichkappentonnengewölbe, eine gewölbte Küche, eine getäfelte Stube aus der Zeit um 1900 sowie ein Zimmer mit barocker Deckenmalerei hl. Nikolaus erhalten. Das an der westlichen Giebelseite anschließende Wirtschaftsgebäude ist in Mischbauweise ausgeführt und besteht aus einem gemauerter Stall im Erdgeschoß und einem Obergeschoß in luftig verlegter Rundblockbauweise.  | BDA-Hist.: Q37838908 Status: Bescheid Stand der BDA-Liste: 2025-06-30 Name: Bauernhaus, Zwiehof mit Wandmalerei GstNr.: 5434                                                                                |
| ja    | Datei hochladen | Kapelle hl. Antonius in Ötzbruck HERIS-ID: 17433 Objekt-ID: 13711 TKK: 22452                           | bei Ötzbruck 8 Standort KG: Roppen           | Die in den Hang gestellte, gemauerte, zweijochige Kapelle mit dreiseitigem Chor, steilem Satteldach und offenem, hölzernem Dachreiter mit Pyramidenhelm wurde vermutlich Anfang des 19. Jahrhunderts errichtet. An der Giebelseite befindet sich ein Rundbogenportal, darüber im Giebelfeld eine Rundbogennische mit einer Statue des hl. Antonius, rechts vom Eingang ein großes, hölzernes Kreuz von 1864. Der Innenraum weist ein Tonnengewölbe mit Stichkappen auf. | BDA-Hist.: Q37838934 Status: § 2a Stand der BDA-Liste: 2025-06-30 Name: Kapelle hl. Antonius in Ötzbruck GstNr.: .439 Antoniuskapelle Ötzbruck, Roppen                                                      |
| ja    | Datei hochladen | Kapelle hl. Markus in Waldele HERIS-ID: 17434 Objekt-ID: 13712 TKK: 22455                              | Waldele 29, in der Nähe Standort KG: Roppen  | Die ursprüngliche barocke Kapelle von 1760 wurde nach einem Einsturz bei Sanierungsarbeiten 1980–1985 nach altem Vorbild neu aufgebaut. Die gemauerte, dreijochige Kapelle weist einen dreiseitigen Chor, ein steiles Satteldach und einen offenen, hölzernen Dachreiter mit schindelgedecktem Pyramidenhelm auf. Die Giebelfassade ist mit einem Rundbogenportal, einem Lünettenfenster mit flankierenden Rundbogenfenstern, einer Öffnung in Form eines Patriarchenkreuzes und einem großen Holkreuz gestaltet. Der Innenraum weist ein Tonnengewölbe mit Stichkappen auf. | BDA-Hist.: Q37838951 Status: § 2a Stand der BDA-Liste: 2025-06-30 Name: Kapelle hl. Markus in Waldele GstNr.: .226                                                                                          |
| ja BW | Datei hochladen | Widum HERIS-ID: 17423 Objekt-ID: 13701 TKK: 29167                                                      | Widumweg 13 Standort KG: Roppen              | Der zweigeschoßige Mauerbau mit Mittelflurgrundriss und Satteldach wurde vermutlich im 18. Jahrhundert errichtet, 2014 wurde das Dachgeschoß ausgebaut. Die Eingangsfassade weist eine überdachte Rechtecktür auf und ist mit Putzfaschenrahmungen an Fenstern und Mauerkanten sowie einer Wandmalerei des hl. Leonhard von Josef Trostberger jun. von 2014 geschmückt. | BDA-Hist.: Q37838766 Status: § 2a Stand der BDA-Liste: 2025-06-30 Name: Widum GstNr.: .257 Widum, Roppen |
| ja    | Datei hochladen | Straßenbrücke, Roppener Innbrücke HERIS-ID: 24867 Objekt-ID: 21277 TKK: 22447                          | Standort KG: Roppen                          | Die Brücke der Tiroler Straße über den Inn wurde 1937 errichtet. Die Bogenbrücke aus Stahlbeton hat eine Spannweite von 68 m und eine Höhe von 26 m. | BDA-Hist.: Q37888041 Status: § 2a Stand der BDA-Liste: 2025-06-30 Name: Straßenbrücke, Roppener Innbrücke GstNr.: 3215, 3216, 3201                                                                          |
| ja    | Datei hochladen | Kapelle hl. Antonius in Roppen HERIS-ID: 17431 Objekt-ID: 13709 TKK: 22456                             | Riedgasse 22, bei Standort KG: Roppen        | Der in den Hang gestellte, gemauerter Kapellenbildstock nördlich der Innbrücke wurde vermutlich im 17. Jahrhundert errichtet. In der vergitterten Kleeblattbogennische befindet sich ein Gemälde mit der Darstellung des hl. Antonius von Padua vor Maria mit dem Kind vom Anfang des 19. Jahrhunderts. | BDA-Hist.: Q37838876 Status: § 2a Stand der BDA-Liste: 2025-06-30 Name: Kapelle hl. Antonius in Roppen GstNr.: .186                                                                                         |
| ja    | Datei hochladen | Wegkapelle HERIS-ID: 17438 Objekt-ID: 13716 TKK: 22460                                                 | Standort KG: Roppen                          | Der in den Hang gestellte, gemauerte Kapellenbildstock mit Satteldach wurde um 1985 anstelle eines auf der gegenüberliegenden Straßenseite gelegenen Vorgängerbaus errichtet. In der vergitterten Segmentbogennische befinden sich drei Holztafeln mit Darstellungen der Kreuzigung Christi, des hl. Antonius von Padua und des hl. Leonhard aus der Mitte des 19. Jahrhunderts. | BDA-Hist.: Q37839014 Status: § 2a Stand der BDA-Liste: 2025-06-30 Name: Wegkapelle GstNr.: 1654 Hinterburschlbildstock, Roppen                                                                              |
| ja    | Datei hochladen | Straßenbrücke, Holzbrücke über den Inn HERIS-ID: 17439 Objekt-ID: 13717 TKK: 22446                     | Standort KG: Roppen                          | Die hölzerne Sprengwerkbrücke über den Inn wurde 1937–1939 errichtet. Sie weist aus behauenen Findlingssteinen gemauerte Brückenköpfe und einen hölzernen Pfeiler mit Wellenteiler auf. Die Holzkonstruktion ist mit senkrechten Schalungsbrettern verkleidet. | BDA-Hist.: Q37839033 Status: § 2a Stand der BDA-Liste: 2025-06-30 Name: Straßenbrücke, Holzbrücke über den Inn GstNr.: 3187/1, 3157, 3201                                                                   |